# 伯恩海默 (密蘇里州)
伯恩海默（英語：Bernheimer）是位於美國密蘇里州沃倫縣的非建制地區。

## 歷史
伯恩海默的郵局於1893年設立，1895年關閉後又於1897年重啟，最終於1945年停運。

## 地理
伯恩海默所處的海拔為高於海平面153米（即502英呎），而該地所採用的時區為UTC-6，即北美中部時區（CST）。同時該地設有夏令時間，為UTC-6調快一小時，即UTC-5（CDT）。